# 小行星279
小行星279（279 Thule）是一颗围绕太阳公转的小行星。1888年10月25日，約翰·帕利薩在维也纳描述了此天体。它是人类历史上发现的首颗半长轴在4个天文单位以上的小行星。
該小行星以古希腊人相信存在于世界北端的国家、极北之地、世界尽头图勒命名。
小行星279的轨道非常特殊，它位于小行星带的最外围边缘处，和木星形成3:4的轨道共振。和与木星形成2:3轨道的希尔达族小行星不同的是，小行星279的轨道离心率非常小，仅为0.0092799，远低于木星的离心率，仅比地球高出一点。有天文学家认为，这是由于它位于小行星带边缘，离木星较近，受木星引力的影响导致的。
2008年，科学家又确定两颗特征和小行星279相似的小行星：2001 QG207和2006 UB219，它们和小行星279一起被称为图勒族小行星。这颗小行星的绝对星等为8.57等。

## 相关條目
- 小行星列表/10001-11000

## 外部連結
- Asteroid Lightcurve Database (LCDB) （页面存档备份，存于）, query form (info （页面存档备份，存于）)
- Schmadel, Lutz D. . Springer Science & Business Media. 2012-06-10  [2018-11-09]. ISBN 978-3-642-29718-2. （原始内容存档于2023-02-22） （英语）.
- Discovery Circumstances: Numbered Minor Planets (10001)-(15000) （页面存档备份，存于） – IAU Minor Planet Center
- 小行星279 at AstDyS-2, Asteroids—Dynamic Site
  - Ephemeris · Observation prediction · Orbital info · Proper elements · Observational info
- NASA JPL小天體瀏覽器上的小行星279

| 前一小行星： 小行星278 | 小行星列表 | 後一小行星： 小行星280 |